# Pentan
Pentan er en organisk kemisk forbindelse, som består af kulstof og brint. Pentan indeholder fem kulstofatomer. Pentan kaldes også n-pentan når alle kulstofatomerne sidder i en lang kæde. 

## Isomerer
Pentan eksisterer i tre isomere former. Udover n-pentan (CH3CH2CH2CH2CH3) findes også isopentan (2-Methylbutan) (CH3CH(CH3)CH2CH3) og neopentan (2,2-(di)Methylpropan) (CH3C(CH3)2CH3).
| pentan | isopentan | neopentan |
| ------ | --------- | --------- |
|        |           |           |

Derudover findes en cyclisk forbindelse med 5 kulstofatomer, som kaldes cyclopentan. Dette er dog ikke en rigtig isomer, da den indeholder to brintatomer færre end pentan.

## Kemi
Når pentan brænder dannes der kuldioxid og vand.
| Kemi | Spire Denne artikel om kemi er en spire som bør udbygges. Du er velkommen til at hjælpe Wikipedia ved at udvide den. |